# Variante Gama do SARS-CoV-2
A linhagem P.1 ou variante Gama é uma das variantes do SARS-CoV-2, o vírus causador do COVID-19. Esta variante do SARS-CoV-2 foi chamada de linhagem P.1 e tem 17 alterações exclusivas de aminoácidos, 10 das quais na sua proteína de pico, incluindo N501Y e E484K . Esta variante do SARS-CoV-2 foi detectada pela primeira vez pelo Instituto Nacional de Doenças Infecciosas (NIID), no Japão, no dia 6 de janeiro de 2021 em quatro pessoas que chegaram a Tóquio depois de visitar a região do Amazonas, no Brasil, quatro dias antes. Posteriormente, foi declarada como estando em circulação no Brasil.
Provocou infecção generalizada na cidade de Manaus, apesar de a cidade já ter passado por uma infecção generalizada em maio com um estudo indicando alta soroprevalência de anticorpos para SARS-CoV-2. P.1 também foi chamada de 'B.1.1.28.1', embora estritamente apenas três subníveis sejam permitidos no sistema de nomenclatura da linhagem PANGO, daí a designação 'P.1'.

## Pesquisa
Em 12 de janeiro de 2021, o Centro CADDE Brasil-Reino Unido confirmou 13 casos locais da linhagem P.1 em Manaus, estado do Amazonas, a maior cidade da floresta amazónica. A nova linhagem esteve ausente nas amostras de março a novembro de Manaus, mas foi identificada em 42% das amostras de dezembro de 2020 coletadas na mesma cidade, sugerindo um aumento recente na frequência.
Uma pré-publicação de um artigo de Carolina M Voloch et al. descreve as relações entre amostras brasileiras sequenciadas durante 2020 e identificou uma nova linhagem de SARS-CoV-2, 'B.1.1.248', em circulação no Brasil, que se originou a partir da B.1.1.28. É descrita como emergindo pela primeira vez em julho e detectado por eles mesmos em outubro, mas a partir da publicação (dezembro de 2020), embora tenha aumentado significativamente em frequência, ainda estava amplamente (61% dos casos) confinada à capital do estado do Rio de Janeiro . Em maio, a maioria das suas amostras foram da linhagem B.1.1.33, enquanto em setembro houve uma disseminação significativa da B.1.1.28, e durante outubro e novembro a P.1 predominou sobre, respectivamente, 3 e 4 outras classificações usando a ferramenta Pangolin. O artigo identifica a alteração E484K (presente em B.1.1.28 e P.1) como "amplamente difundida" nas amostras (por exemplo, 36 das 38 amostras num conjunto).